# Marin Dan
Marin Dan (Călărași, 5 de julho de 1950 - 1996) é um ex-handebolista profissional, medalhista olímpico.

## Títulos
- Campeonato Mundial de Handebol:[desambiguação necessária]
  - Campeão: 1974

- Jogos Olímpicos:
  - Bronze: 1972,